# Saison 2024-2025 du Valenciennes FC
Maillots
Chronologie
Saison précédente Saison suivante
La saison 2024-2025 du Valenciennes FC est la première saison du club nordiste en troisième division du National depuis 18 ans, la neuvième du club en troisième division football français.
Le club évolue en National et Coupe de France.
L'équipe est dirigée par Ahmed Kantari du 1er juillet au 26 novembre. Il est temporairement remplacé par son adjoint, Stéphane Mangione, puis par Vincent Hognon.

## Championnat
La National 2024-2025 est la 32e édition du championnat de France de football et la 31e sous l'appellation « National ». La division oppose dix-huit clubs en une série de trente-quatre rencontres.
Lors de cette édition, les relégués de la saison précédente, le FC Villefranche, le GOAL FC, l'US Avranches Mont-Saint-Michel, Marignane GCB FC, le SAS Épinal et le SO Cholet sont remplacés par le Aubagne FC, le Paris 13 Atletico, l'US Boulogne et le Football Bourg-en-Bresse Péronnas 01 et les quatre de Ligue 2 2023-2024, l'ESTAC Troyes, l'US Quevilly, l'US Concarneau et le Valenciennes FC.

### Évolution du classement et des résultats
| Journée  | 1 | 3 | 4 | 5 | 6 | 7 | 8 | 2 | 9 | 10 | 11 | 12 | 13 | 14 | 15 | 16 | 17 | 18 | 19 | 20 | 21 | 22 | 23 | 24 | 25 | 26 | 27 | 28 | 30 | 29 | 31 | 32 | Journées en tête | Journées promouvabes |
| -------- | - | - | - | - | - | - | - | - | - | -- | -- | -- | -- | -- | -- | -- | -- | -- | -- | -- | -- | -- | -- | -- | -- | -- | -- | -- | -- | -- | -- | -- | ---------------- | -------------------- |
| Rang     | 6 | 2 | 1 | 2 | 3 | 3 | 4 | 5 | 5 | 5  | 5  | 8  | 8  | 12 | 12 | 11 | 8  | 8  | 5  | 5  | 5  | 5  | 5  | 5  | 5  | 6  | 7  | 7  | 9  | 9  | 10 | 9  | 1                | 3                    |
| Résultat | G | G | G | N | N | N | N | D | D | G  | N  | D  | D  | D  | N  | G  | G  | N  | G  | N  | N  | N  | G  | G  | D  | D  | D  | N  | D  | N  | D  | G  | —                | —                    |

## Coupe de France
La coupe de France 2024-2025 est la 108e édition de la coupe de France, une compétition à élimination directe mettant aux prises tous les clubs de football amateurs et professionnels à travers la France métropolitaine et les DOM-TOM. Elle est organisée par la FFF et ses ligues régionales.
Lors de cette édition 2025, le Paris Saint-Germain remet en jeu son titre de l'année dernière obtenu face à l'Olympique lyonnais. Par ailleurs, la formation parisienne détient le record de victoires dans cette compétition, au nombre de quinze.

## Joueurs

### Effectif professionnel
Le 7 juin 2024, Ahmed Kantari, est maintenu entraîneur de l'équipe première valenciennoise.

Le jour même, le VAFC officialise les arrivées de Stéphane Mangione et Ábel Lorincz en qualité d'adjoints de Kantari.

## Statistiques individuelles

### Classement des buteurs
Ce tableau regroupe l'ensemble des buteurs du VAFC en National 1.
| Pl. | Buteurs          | Buts |
| --- | ---------------- | ---- |
| 1   | Mathias Oyewusi  | 7    |
| 2   | Lucas Buades     | 6    |
| 3   | Carnejy Antoine  | 3    |
| 3   | Jovino Flamarion | 3    |
| 3   | Stredair Appuah  | 3    |
| 3   | Sambou Sissoko   | 3    |
| 3   | Aymen Boutoutaou | 3    |
| 7   | Souleymane Basse | 2    |
| 7   | Kylian Kouakou   | 2    |
| 9   | Rémy Boissier    | 1    |
| 9   | Nick Venema      | 1    |
| 9   | Alexandre Coeff  | 1    |
| 9   | Kylian Gasnier   | 1    |
| 9   | Axel Camblan     | 1    |
| 9   | Ousmane Touré    | 1    |

Ce tableau regroupe l'ensemble des buteurs du VAFC en Coupe de France.
| Pl. | Buteurs          | Buts |
| --- | ---------------- | ---- |
| 1   | Makabi Lilepo    | 4    |
| 1   | Mathias Oyewusi  | 4    |
| 3   | Carnejy Antoine  | 3    |
| 4   | Byani Mpata Lama | 1    |
| 4   | Aymen Boutoutaou | 1    |
| 4   | Julien Masson    | 1    |
| 4   | Lucas Woudenberg | 1    |

### Classement des passeurs décisifs
Ce tableau regroupe l'ensemble des passeurs du VAFC en National 1.
| Pl. | Passeurs         | Passes |
| --- | ---------------- | ------ |
| 1   | Mathias Oyewusi  | 5      |
| 1   | Axel Camblan     | 5      |
| 3   | Daouda Traoré    | 2      |
| 3   | Lucas Buades     | 2      |
| 5   | Byani Mpata Lama | 1      |
| 5   | Julien Masson    | 1      |
| 5   | Rémy Boissier    | 1      |
| 5   | Ousmane Touré    | 1      |
| 5   | Sambou Sissoko   | 1      |
| 5   | Stredair Appuah  | 1      |